# Жарт для своїх
Жарт для своїх або жарт для посвячених (англ. In-joke, inside joke, private joke) — жарт, гумор якого зрозумілий тільки обмеженому колу осіб зі спільними інтересами (англ. in-group), тобто людям, які перебувають у певній соціальній групі, професії або іншій спільноті, що поділяє спільні захоплення або діяльність. Є езотеричним жартом, тобто він смішний лише для тих, хто знає обставини, які стоять за ним.
Жарти для своїх можуть існувати в рамках невеликої соціальної кліки, наприклад компанії друзів, або поширюватися на певну професію. Приклад жарту всередині професії:
— Батут працює — сказав американський підприємець Ілон Маск на пресконференції після успішного запуску космічного корабля Crew Dragon. Це — відсилання до жарту директора Роскосмосу Дмитра Рогозіна, який, перебуваючи на посаді заступника Голови Уряду РФ шість років тому, запропонував Сполученим Штатам доставляти астронавтів на Міжнародну космічну станцію за допомогою батута.
Ще один приклад: Питання: Що буває жовтого кольору й еквівалентне аксіомі вибору?
Відповідь: Лимон Цорна.
Цей жарт настільки езотеричний, що більшість сторонніх людей навіть не можуть впевнено припустити, для якої соціальної групи він може бути смішним, не кажучи вже про те, чому. Насправді це математичний жарт, каламбур, що обігрує назву відомого твердження — леми Цорна (гра слів: lemon-lemma).
Етнічні або релігійні групи також можуть мати власні жарти для посвячених.

## Філософія
Жарти для посвячених — це загадкові натяки на спільні точки дотику, які діють як тригери; тільки ті, хто розділив спільні погляди, можуть дати належну відповідь. Мета подібних жартів — створення певної спільноти людей зі спільними інтересами, іноді коштом сторонніх осіб. Частка психологічного впливу жарту полягає в тому, що його аудиторія знає, що є ті, хто абсолютно не розуміє його сенсу.
Жарт для посвячених також може використовуватись як підтекст, у якому певне коло осіб (яким він адресований) можуть уловити гумор у фразі, сенс якої не розкривається до кінця. Такі люди (представники певної професії або члени соціальної групи/субкультури)можуть навіть перепросити за це новачка або непосвячену особу, прямо або опосередковано пояснивши, що те, над чим вони сміялися, було жартом.